# Leichtathletik-Weltmeisterschaften 2015/Teilnehmer (Österreich)
| Gelbes Symbol für Goldmedaillen mit stilisierten Olympischen Ringen | Graues Symbol für Silbermedaillen mit stilisierten Olympischen Ringen | Braundes Symbol für Bronzemedaillen mit stilisierten Olympischen Ringen |
| ------------------------------------------------------------------- | --------------------------------------------------------------------- | ----------------------------------------------------------------------- |
| —                                                                   | —                                                                     | —                                                                       |

Der Leichtathletik-Verband Österreichs entsandte insgesamt fünf Teilnehmer zu den Leichtathletik-Weltmeisterschaften 2015 in der chinesischen Hauptstadt Peking.
Zehnkämpfer Dominik Distelberger sagte wegen Achillessehnenproblemen seinen Start bei den Weltmeisterschaften ab, obwohl er das Limit erbracht hatte.

## Ergebnisse

### Männer

#### Laufdisziplinen
| Athlet                   | Disziplin | Vorlauf | Vorlauf | Halbfinale | Halbfinale | Finale    | Finale |
| Athlet                   | Disziplin | Zeit    | Platz   | Zeit       | Platz      | Zeit      | Platz  |
| ------------------------ | --------- | ------- | ------- | ---------- | ---------- | --------- | ------ |
| Edwin Kipchirchir Kemboi | Marathon  |         |         |            |            | 2:28:06 h | 32     |

#### Sprung/Wurf
| Athlet              | Disziplin  | Qualifikation | Qualifikation | Finale             | Finale             |
| Athlet              | Disziplin  | Weite/Höhe    | Platz         | Weite/Höhe         | Platz              |
| ------------------- | ---------- | ------------- | ------------- | ------------------ | ------------------ |
| Gerhard Mayer       | Diskuswurf | 57,73 m       | 30            | nicht qualifiziert | nicht qualifiziert |
| Lukas Weißhaidinger | Diskuswurf | 61,26         | 20            | nicht qualifiziert | nicht qualifiziert |

### Frauen

#### Laufdisziplinen
| Athlet         | Disziplin    | Vorlauf      | Vorlauf | Halbfinale | Halbfinale | Finale             | Finale             |
| Athlet         | Disziplin    | Zeit         | Platz   | Zeit       | Platz      | Zeit               | Platz              |
| -------------- | ------------ | ------------ | ------- | ---------- | ---------- | ------------------ | ------------------ |
| Jennifer Wenth | 5000 m       | 15:43,57 min | 15      |            |            | 15:35,46 min       | 15                 |
| Beate Schrott  | 100 m Hürden | 13,04 s      | 19      | DNF        | DNF        | nicht qualifiziert | nicht qualifiziert |